# Budivelnyk Kiev
El Budivelnyk Kiev és un club de bàsquet de la ciutat de Kíev (Ucraïna) fundat el 1945. En la temporada 2013-2014 va disputar la Lliga ucraïnesa de bàsquet i l'Eurolliga de bàsquet.

## Història
El Budivelnyk Kiev va ser fundat el 1945 per Vladimir Shablinsky, un veterà de la Segona Guerra Mundial.